# Artalens-Souin
Artalens-Souin é uma comuna francesa na região administrativa de Occitânia, no departamento dos Altos Pirenéus. Estende-se por uma área de 3,9 km², Em 2010 a comuna tinha 132 habitantes (densidade: 33,8 hab./km²)..